# ČKD AH-IV
ČKD AH-IV – czechosłowacki czołg lekki. Pojazd produkowany wyłącznie na eksport.

## Historia
ČKD AH-IV miał być następcą tankietki vz.33. Zespół konstruktorów kierowany przez Aleksieja Surina pragnął w nowej konstrukcji wyeliminować wady wozu vz.33 takie jak słabe uzbrojenie i opancerzenie. Dlatego AH-IV miał większą masę i rozmiary od starszych tankietek. Układ napędowy został rozmieszczony w sposób typowy dla czołgów międzywojennych. Silnik znajdował się z tyłu wozu i napędzał umieszczone z przodu wozu koła napędowe. W centralnej części wozu znajdował się przedział załogi. Po prawej stronie tego przedziału znajdował się mechanik kierowca obsługujący dodatkowo kursowy karabin maszynowy ZB vz. 26, po lewej stanowisko miał dowódca obsługujący drugi karabin maszynowy ZB vz. 35 zamocowany w wieży. Czołg miał z każdej strony cztery koła jezdne, koło napinające i napędowe, oraz jedną rolkę podtrzymującą gąsienicę. Gąsienice dwugrzebieniowe o szerokości 210 mm.
Pierwszym odbiorcą zagranicznym była Persja. Zakupiła ona w latach 1935–1937 kilkadziesiąt wozów. AH-IV-P miały skuteczniejszy układ chłodzenia silnika, lepszą wentylację przedziału bojowego, silnik Praga RH o mocy 54 KM, oraz dodatkowy reduktor podwajający ilość biegów. Opancerzenie wozu miało grubość 6–12 mm. AH-IV-P miał zbiorniki paliwa o pojemności 85 l i zapas amunicji 3500 nabojów. Czołg ważył 3,9 t. Wozy irańskie wchodziły w skład 1 i 2 Dywizji Gwardii Królewskiej. Wycofano je w połowie lat 50.
Drugim nabywcą AH-IV była Rumunia. W sierpniu 1936 roku zakupiła ona 35 czołgów w wersji AH-IV-R. Otrzymały one rumuńską desygnatę Carul de Recunoastere R-1. Czołgi rumuńskie miały masę zwiększona do 4,3 t, przy mocy silnika zwiększonej do 65 KM. Zapas amunicji do km zwiększono do 3700 naboi. Zakupione wozy zostały najpierw skierowane do Centre Instructie Cavalerici w Sybinie, potem stały się etatowym wyposażeniem siedmiu szwadronów rozpoznawczych (po 4 sztuki). Rumuńskie R-1 brały udział w walkach o Odessę, na Kubaniu i pod Stalingradem podczas których większość z nich została zniszczona. Ocalałe były używane do szkolenia jeszcze po wojnie. W 1939 roku Rumunia zakupiła licencję na produkcję 390 czołgów w zmodernizowanej wersji R-1-a, ale do uruchomienia produkcji nie doszło.

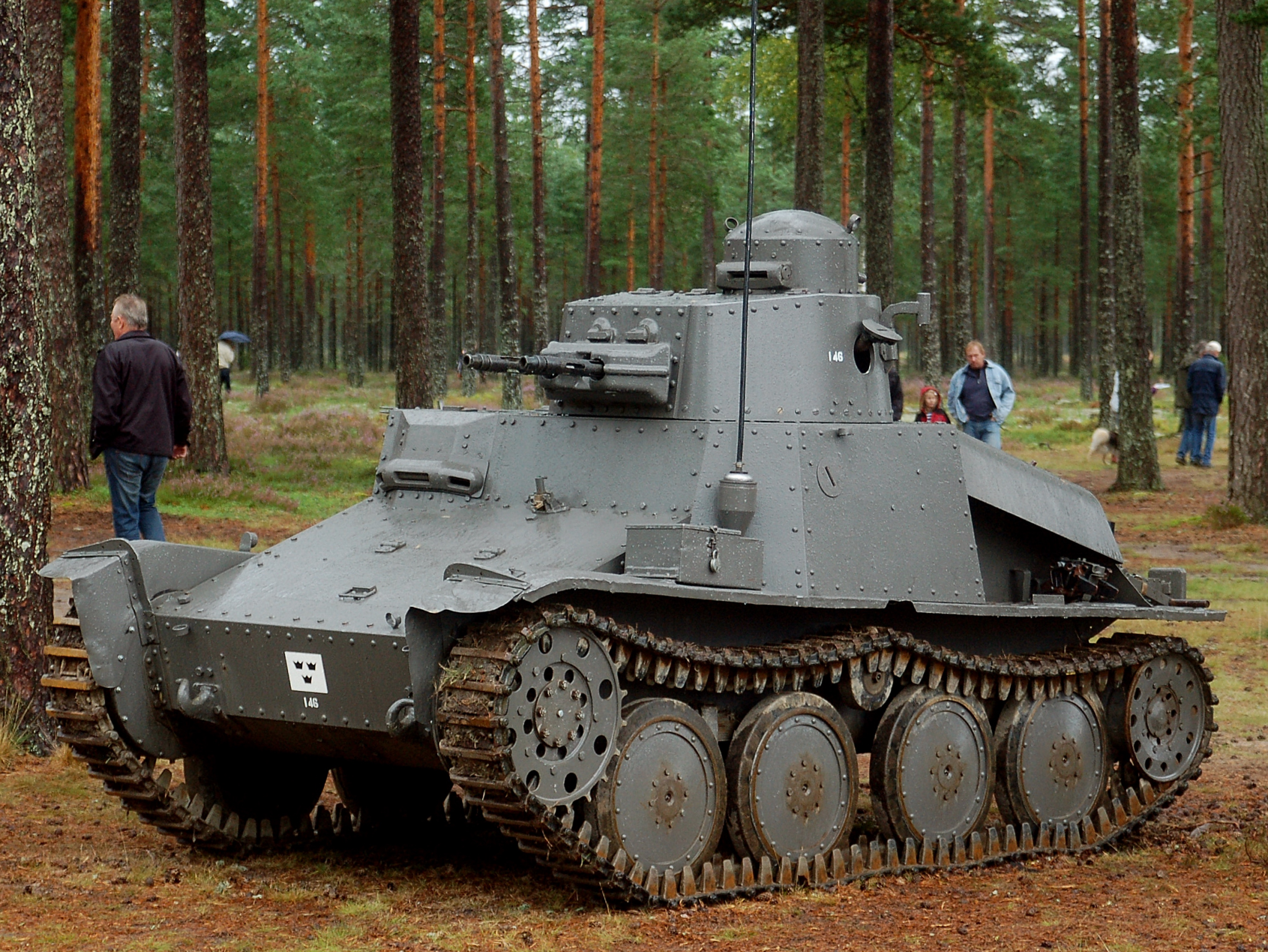
Szwedzki AH-IV-Sv

W 1937 roku 47 czołgów w wersji AH-IV-Sv zamówiła Szwecja. Czołgi tej wersji miały pancerz o grubości 6–15 mm, masę 4,8 tony i były uzbrojone w karabiny maszynowe Ksp m/39 kalibru 8 mm. Napędzane były silnikiem Volvo FC-ČKD o mocy 85 KM. Tylko jeden wóz dla Szwecji został zmontowany w zakładach ČKD, pozostałe 46 zmontowały z części zakłady A.B. Oskarshamm Shipyard. Szwedzkie wozy do końca lat 40. służyły jako wozy rozpoznawcze, a później do końca lat 50. jako wozy szkolne.
Ostatnią wersją była AH-IV-Hb produkowana na zamówienie Etiopii w latach 1948–1950. Wozy te były napędzane silnikiem wysokoprężnym Tatra T-114 o mocy 65 KM i miały spawany pancerz. Ważyły 4,1 t. Powstało 20 AH-IV-Hb, używanych prawdopodobnie do akcji przeciwpartyzanckich.